# Litleholmen (Fjell)
Ne doit pas être confondu avec Litleholmen, Litleholmen (Fitjar), Litleholmen (Etne), Litleholmen (Osterøy) ou Litleholmen (Stord).
Litleholmen est une île dans le landskap Sunnhordland du comté de Vestland. Elle appartient administrativement à Øygarden.

## Géographie
Rocheuse et couverte d'arbres, elle s'étend sur environ 167 m de longueur pour une largeur approximative de 159 m. Elle compte deux habitations.